# ساندرو كونا
ساندرو كونا (5 ديسمبر 1982 بفافي في البرتغال - ) هو لاعب كرة قدم برتغالي في مركز الدفاع. لعب مع موريرينسي ونادي أولهانينسي ونادي جل فيسنتي ونادي فارزيم وجي. دي. توريزينسي ‏ ونادي فيزيلا وAD Fafe ‏ وF.C. Lixa ‏ وFC Porto B ‏.

## وصلات خارجية
- ساندرو كونا على موقع قاعدة بيانات كرة القدم.إي يو (الإنجليزية)
- ساندرو كونا على موقع Soccerway.com (الإنجليزية)